# Love, Sax and Flashbacks
Love, Sax and Flashbacks è il primo album in studio della cantante e rapper britannica Fleur East, pubblicato nel 2015.

## Tracce
1. Sax – 3:56
2. Breakfast – 3:25
3. More and More – 3:55
4. Gold Watch – 3:32
5. Love Me or Leave Me Alone – 3:15
6. Paris – 3:22
7. Kitchen – 3:32
8. Over Getting Over – 3:21
9. Baby Don't Dance – 3:25
10. Tears Will Dry – 3:14
11. Never Say When – 3:23
12. Uptown Funk (live X Factor performance) – 2:20